# Forte de São José de Marabitanas
O Forte de São José de Marabitanas, ou simplesmente Forte de Marabitanas, localizava-se à margem direita do alto rio Negro, afluente da margem esquerda do rio Amazonas, cerca de quinze quilômetros abaixo de Cucuí, no atual estado brasileiro do Amazonas.
Na região da tríplice fronteira entre o Brasil, a Colômbia e a Venezuela, existe um fenômeno natural peculiar: a bacia do rio Orinoco se une à bacia do rio Negro, através do Canal do Cassiquiare, possibilitando a ligação daquela localidade, nos confins da Amazônia, ao Oceano Atlântico. Esse fato, causador de vulnerabilidade na fronteira colonial, por permitir o acesso por aquele divisor de águas à bacia amazônica, foi razão para se construir, nas proximidades de Cucuí, o Forte de Marabitanas (hoje em ruínas). Pela mesma razão, existe hoje um pelotão de fronteiras do Exército Brasileiro naquela localidade.

## História
A sua construção ocorreu por determinação do governador e capitão-general do Estado do Grão-Pará e Maranhão, Manuel Bernardo de Melo e Castro, no contexto da do Forte de São Gabriel da Cachoeira. Após terem sido iniciadas, em Janeiro de 1763, o seu responsável, capitão Phillip Sturm, engenheiro militar alemão a serviço de Portugal, subiu o rio com o objetivo de escolher o local para a construção de um outro forte. Este teria como funções confrontar o Fortín de San Carlos e o Fortín de San Hernando, erguidos por forças espanholas nas margens do mesmo rio, acima de Cucuí (SOUSA, 1885:59), em território da atual Colômbia, bem como proteger a navegação naquele trecho fluvial, além de reprimir os ataques indígenas (GARRIDO, 1940:15).
O local que escolheu foi uma pequena ponta de terra que avançava ligeiramente rio adentro e oferecia boa visão, tanto a montante quanto a jusante, em um estirão do rio (trecho em linha reta). No local existia um aldeamento dos Marabitanas, e as obras foram iniciadas nesse mesmo ano (1763).
Dele existe planta colorida, assinada pelo próprio capitão Sturm ("Planta da nova fortaleza dos Marabitenas", c. 1767. Arquivo Histórico Ultramarino, Lisboa) (IRIA, 1966:39).
Marco do extremo Norte dos domínios portugueses, foi visitada pela expedição de Alexandre Rodrigues Ferreira à Amazônia (1783-1792), que dela deixou iconografia A seu respeito o naturalista referiu que se encontrava como inacabado, com apenas dois baluartes e seis peças de artilharia dos calibres 6, 4, 3 e 2, e guarnecido por dois oficiais (sendo um superior), um anspeçada, e 27 soldados, mas destes apenas seis eram permanentes. (OLIVEIRA, 1968:755)
O governador da Capitania do Rio Negro, Manuel da Gama Lobo D'Almada, criticou a guarnição dos dois fortes do rio Negro:
"As suas guarnições [são] fracas em dois sentidos, porque são diminutas e compostas pela maior parte de muito maus soldados do país, uns que são puramente índios, outros extração ou mistura deles, gente naturalmente fugitiva e indolente, [com] falta de honra, de experiência, de capacidade necessária para uma defesa gloriosa." (D’ALMADA, 1785)
Entretanto, reconhecia a importância estratégica de Marabitanas, ao referir que "a parte desta fronteira primeiro atacada deve crer-se seja Marabitanas." (op. cit.)
No contexto da Cabanagem (1831) serviu como prisão de revoltosos. (OLIVEIRA, 1968:755)
A informação mais completa sobre a estrutura, no período, é a de BAENA (1839):
"Este forte, de madeira replenado de terra, tem por figura um quadrado, do qual o lado sobre o rio tem dois baluartes com seu terrapleno e 12 canhoneiras; o resto do perímetro é um muro dividido em seteiras para a espingardaria, e o lado oposto ao dos baluartes faz no centro um redente. Externamente tem quatro baterias: de São Pedro, São Luís, São Simão e São Miguel; destas, a 2ª e a 3ª não podem falar no tempo da enchente do rio, porque ficam imersas.
Esta fortificação foi mal concebida e está pior conservada, exceto o quartel e a casa da pólvora, o seu mesmo armamento, que consta de 19 peças de ferro dos calibres de 4 a 1/2, só apresenta 4 capazes de laborar." (BAENA, Antônio Ladislau Monteiro. Ensaio Chorographico do Pará. 1839. apud SOUZA, 1885:59)
Apesar de ter sofrido reparos em 1843, encontrava-se arruinado já em 1857 (SOUSA, F. Bernardino (Pe.). Comissão do Madeira, 1857. apud SOUSA, 1885:59; GARRIDO, 1940:16).
Foi visitada pelo naturalista Alfred Russel Wallace, líder da expedição amazônica inglesa de Maio de 1848 a Julho de 1852, que, ao visitá-lo em 1850, registrou que o seu comandante, o tenente Antônio Felisberto Correa de Araújo, era "solteiro convicto, mas chefe de numerosa família" (WALLACE, 1939).
À época da República Velha, no contexto da Revolução Federalista (1892), voltou a servir como prisão política. (OLIVEIRA, 1968:755) GARRIDO (1940) esclarece que o Presidente Marechal Floriano Peixoto (1891-1894) para ali desterrou o Conde de Leopoldina, o Marechal José de Almeida Barreto, o Dr. José Joaquim Seabra, e José do Patrocínio. Complementa que ainda abrigava um pequeno destacamento militar em 1915, comentando que à época (1940) devia se encontrar em ruínas (op. cit., p. 16).
BARRETTO (1958) denomina este como Forte de Cucuí, e informa que, à sua época (1958), Cucuí estava guarnecida pelo 4º Pelotão de Fronteiras da 8ª Região Militar, conservando alguns dos canhões coloniais como ornamento do pátio do Quartel (op. cit., p. 51-53).
Actualmente o forte encontra-se desaparecido e, em seu local, foi erguida uma capela de alvenaria, uma escola rural administrada pelo 4° Pelotão Especial de Fronteira (através do convênio Comando Militar da Amazônia (CMA)/SEDUC), algumas casas que abrigam os cerca de 80 habitantes do local, e um mastro onde é hasteada a bandeira do Brasil, pelo morador mais antigo, líder da comunidade.